# Retz
Retz osztrák város Alsó-Ausztria Hollabrunni járásában. 2022 januárjában 4286 lakosa volt. 

## Elhelyezkedése

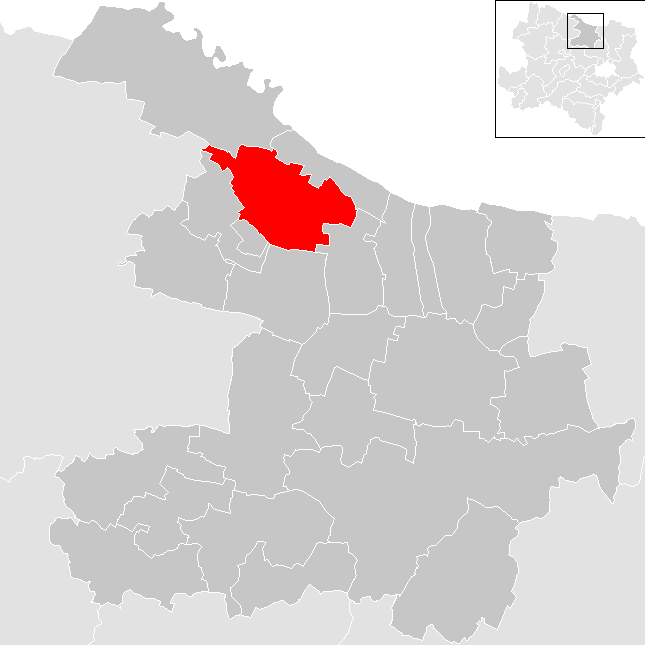
Retz a Hollabrunni járásban

Retz a tartomány Weinviertel régiójában fekszik, az Altbach folyó mentén, a Gránit- és Gneiszfennsíkon, a cseh határ közelében. Területének 12%-a erdő, 20% szőlő, 56,8% áll egyéb mezőgazdasági művelés alatt. Az önkormányzat 6 települést egyesít: Hofern (69 lakos 2022-ben), Kleinhöflein (280), Kleinriedenthal (174), Obernalb (532), Retz (2484) és Unternalb (747).
A környező önkormányzatok: északra Hardegg, északkeletre Retzbach, délkeletre Pernersdorf, délre Zellerndorf, délnyugatra Schrattenthal, nyugatra Weitersfeld. 

## Története

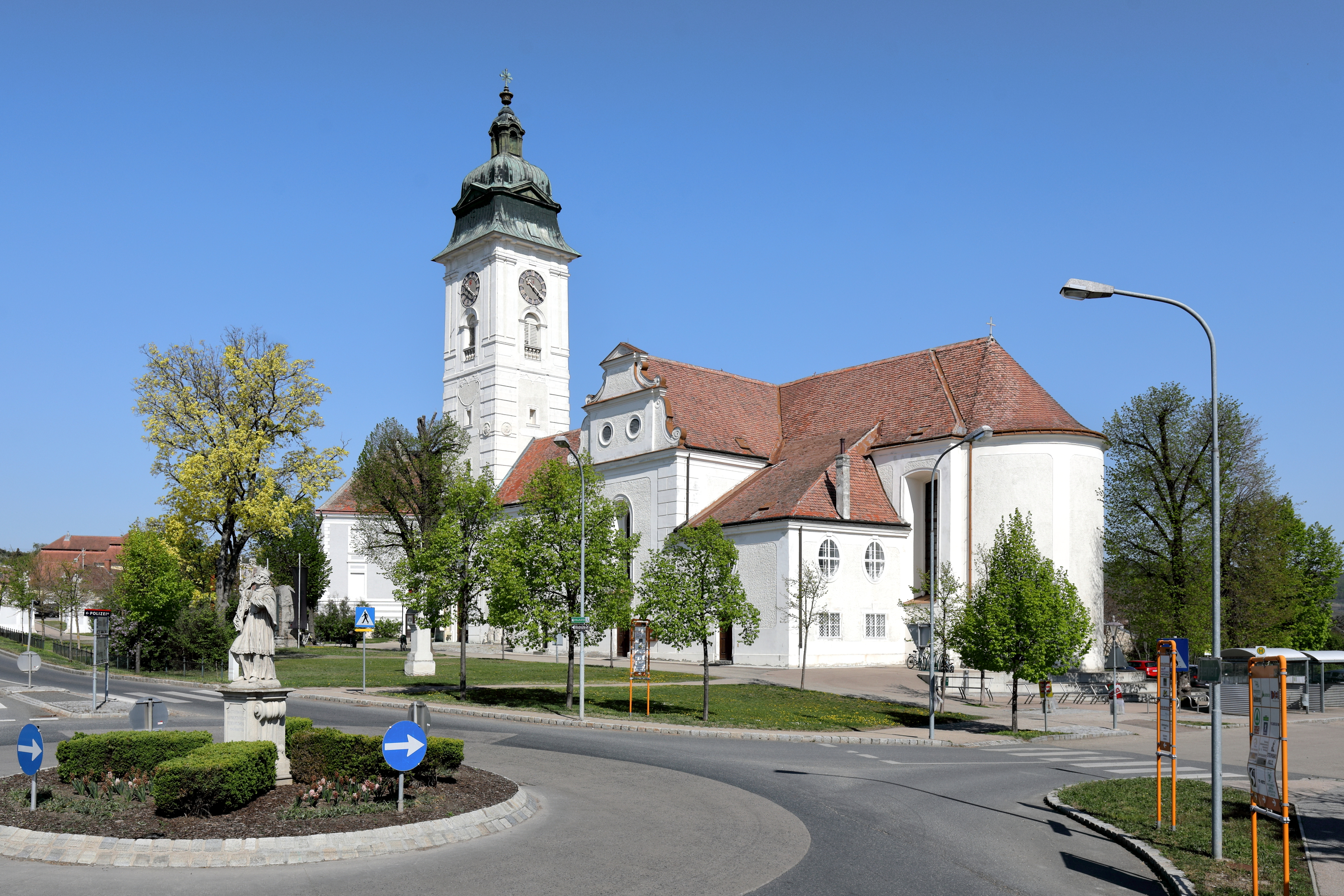
A Szt. István-plébániatemplom

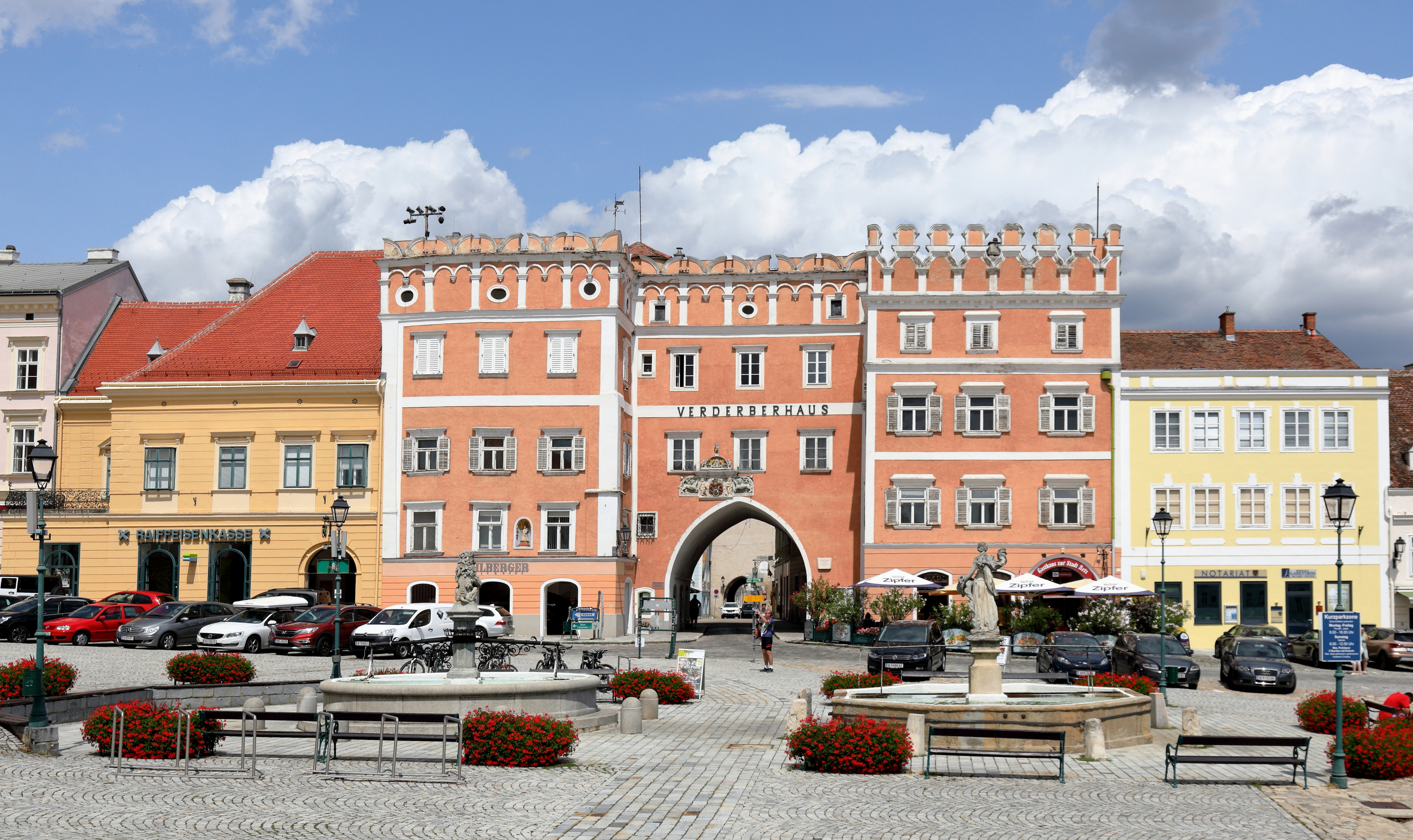
A Verderber-ház

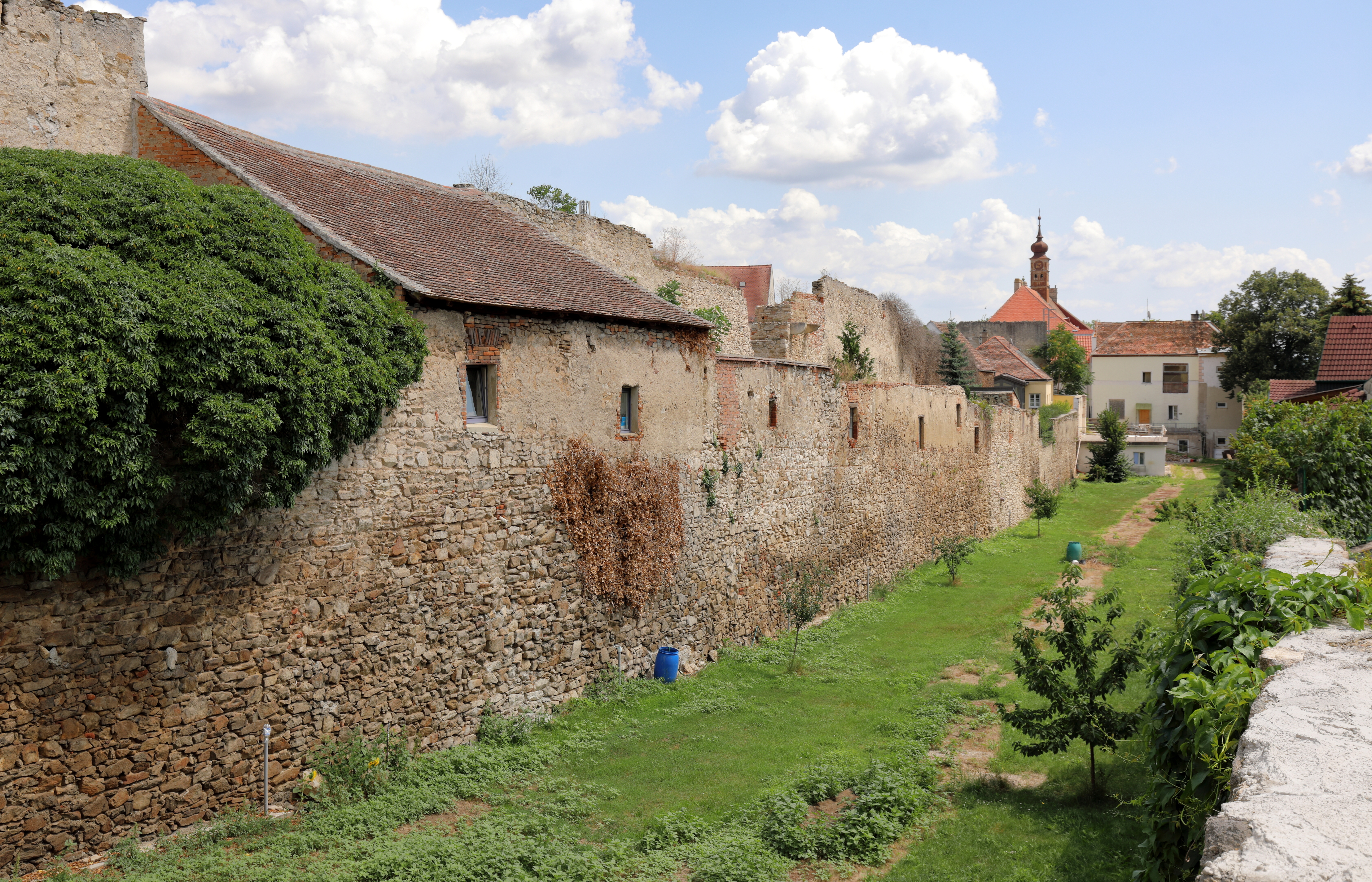
A városfal

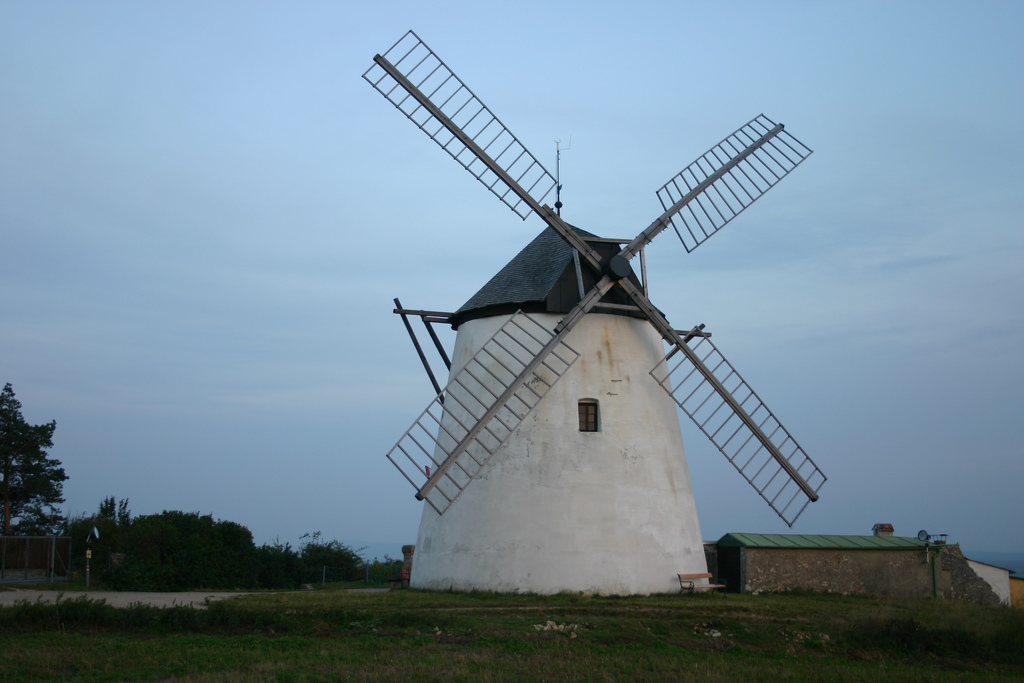
A retzi szélmalom

A mai város helyén már 1180 körül létezett egy falu, amely nevét a szláv rěčica (folyócska) szóból kapta. A 13. század végén Habsburg Rudolf Berthold von Rabenswalde grófnak adományozta a közeli Hardegg várát. A gróf hamarosan inkább Retzbe költözött, ahol előbb dominikánus kolostort, 1300 körül pedig várost alapított. Berthold halála után a birtokot unokaöccsei, a Querfurt nemzetség Maidburg-Hardegg vérvonala örökölték; ez a család 1483-ban halt ki.
A városban született 1343 körül Franz von Retz dominikánus teológus, aki a Bécsi Egyetemen tanult, ötször annak dékánjává választották és az egyetemet képviselte a pisai zsinaton.
1425-ben a husziták betörtek Ausztriába és elpusztították Retzet és a környékét. Állítólag 8 ezer embert öltek meg, 6 ezret fogolyként magukkal hurcoltak (köztük Heinrich von Maidburg-Hardegg grófot, aki prágai fogságában halt meg) és 30 katolikus templomot felégettek. 
Az újjáépített várost 1486 októberében Mátyás magyar király foglalta el négynapos ostromot követően. Retz 1490-ig magyar uralom alatt maradt és olyan borkereskedelmi privilégiumokban részesült, amelyek megalapozták későbbi gazdagságát. 
1568-ban a főtéri templomot városházává alakították át. A harmincéves háborúban a svédek fosztották ki Retzet; Lennart Torstensson a szomszédos Schrattenthalban állította fel a főhadiszállását. 1680-ban pestisjárvány pusztított; ennek elmúlásárt ad hálát a főtéren látható pestisoszlop. 1696-ban a városi tanács engedélyezte hogy a házak magasabbak lehessenek a városfalaknál. 
1871-ben az Északnyugati vasút kiépítésével Retzez is bekapcsolták a vasúti hálózatba. 

## Lakosság
A retzi önkormányzat területén 2022 januárjában 4286 fő élt. A lakosságszám 1910-ben érte el a csúcspontját 6340 fővel, azóta többé-kevésbé csökkenő tendenciát mutat. 2020-ban az ittlakók 94%-a volt osztrák állampolgár; a külföldiek közül 1,6% a régi (2004 előtti), 2,2% az új EU-tagállamokból érkezett. 0,7% az egykori Jugoszlávia (Szlovénia és Horvátország nélkül) vagy Törökország, 1,5% egyéb országok polgára volt. 2001-ben a lakosok 94%-a római katolikusnak, 3,9% pedig felekezeten kívülinek vallotta magát. Ugyanekkor két magyar élt a városban; a legnagyobb nemzetiségi csoportot a németek (97,6%) mellett a csehek alkották 1%-kal.
A népesség változása:

| 2016 | 4 275 |
| 2018 | 4 249 |

## Látnivalók

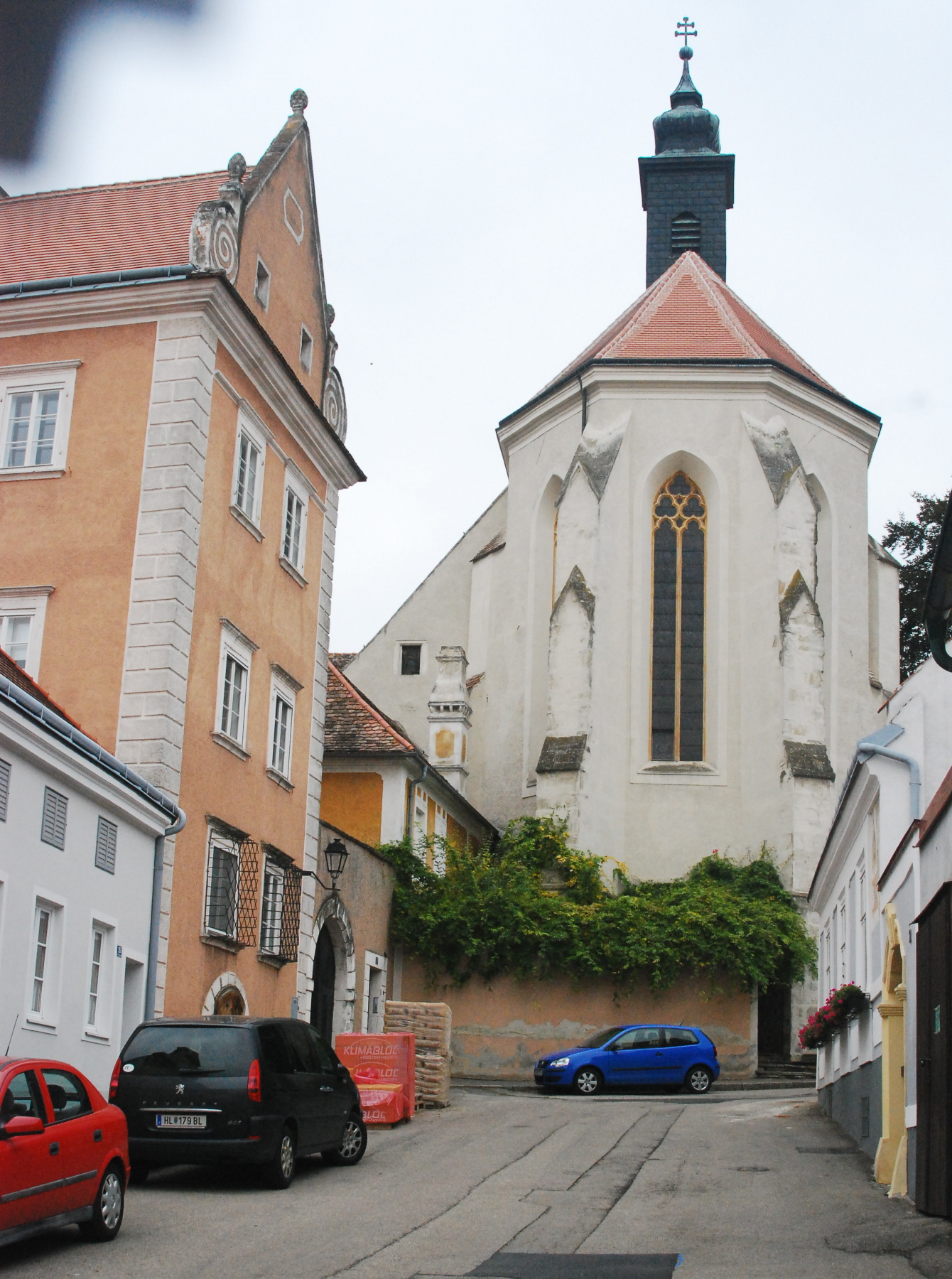
A dominikánusok temploma

- a középkori városfal, kapuival és tornyaival
- a főtér a volt városházával, a pellengérrel és a Szentháromság-oszloppal. Szintén itt található a Verderber-ház és az ún. sgraffitós ház
- a Szt. István-plébániatemplom
- a dominikánus kolostor és temploma
- a középkori borospincék
- a városi múzeum a városházán és a helytörténeti múzeum a volt ispotályban
- a Gatterburg-kastély
- a retzi szélmalom
- a biciklimúzeum

## Testvértelepülések
- Rötz (Németország)
- Hainburg (Németország)
- Znojmo (Csehország)

## Fordítás
- Ez a szócikk részben vagy egészben  a   Retz című német Wikipédia-szócikk ezen változatának fordításán alapul.  Az eredeti cikk szerkesztőit annak laptörténete sorolja fel. Ez a jelzés csupán a megfogalmazás eredetét és a szerzői jogokat jelzi, nem szolgál a cikkben szereplő információk forrásmegjelöléseként.